# Bank of Nauru
Die Bank of Nauru (BON; Bank von Nauru) ist die öffentlich-rechtliche Zentralbank der Republik Nauru. Sie gehört der Regierung. Sie wurde 1976 gegründet, als sie die nauruischen Bankgeschäfte von der Bank of New South Wales übernahm. Die Bank hat ihren Sitz im Civic Centre in Orro im Distrikt Aiwo, Vorsitzender der Bankgesellschaft ist Amos Cook.

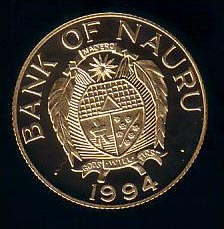
Sondermünze der Zentralbank von Nauru

Die Bank ist bereits seit Jahren insolvent und illiquid, was eine der vielen Folgen der Verarmung des Inselstaates ist. Es werden keine Transaktionen durchgeführt, da sie keine Geldmittel hat. Die einzige weitere Bankinstitution befindet sich beim Flughafen Nauru, wo die Central Pacific Bank eine Filiale betreibt.